# Hermann Nicolai (Diplomat)
Hermann Nicolai (* 1959) ist ein deutscher Diplomat. Er war von September 2018 bis Juni 2023 Botschafter der Bundesrepublik Deutschland in Niger.

## Leben
Nach dem Abitur studierte Hermann Nicolai in Tübingen, Paris und Damaskus Politikwissenschaft und Islamkunde. Nach Beendigung des Studiums absolvierte er 1987 an der Deutschen Journalistenschule München eine Ausbildung zum Redakteur und arbeitete bis 1989 im Bonner Büro der Nachrichtenagentur AFP.
Nicolai ist verheiratet und hat drei erwachsene Kinder.

## Laufbahn
1989 trat Hermann Nicolai in den Auswärtigen Dienst ein. Nach Absolvierung des Vorbereitungsdienstes für den höheren Auswärtigen Dienst folgten erste Einsätze im Auswärtigen Amt in Bonn sowie in Pakistan, Oman und Bangladesch. Von 2005 bis 2009 war er stellvertretender Leiter des Arbeitsstabs Globale Fragen im Auswärtigen Amt und in dieser Zeit 2006 für sechs Monate als politischer Berater im Arbeitsstab Vogelgrippe und Pandemie-Vorsorge der Vereinten Nationen in New York tätig.
Ab April 2009 verbrachte Nicolai einige Jahre in Afghanistan, zunächst als ziviler Leiter des Provincial Reconstruction Team (PRT) in Kundus, dann als Leiter der Leiter der ISAF »Stability Division« und danach wieder als ziviler Leiter des Provincial Reconstruction Team (PRT) in Kundus und gleichzeitig als Leiter der Außenstelle Kundus der Deutschen Botschaft Kabul. Nach Ende der Aufgabe in Afghanistan kehrte Nicolai 2011 in das Auswärtige Amt zurück und arbeitete als Referatsleiter für politische Fragen in der Abteilung für die Vereinten Nationen. Ende 2014 wechselte er als Gesandter für Syrienfragen und Vertreter des Auswärtigen Amts bei der syrischen Opposition in Istanbul bzw. Gaziantep. Vom 19. September 2018 bis Juni 2023 war Hermann Nicolai deutscher Botschafter in Niger, mit Dienstsitz in Niamey. Er wurde am 26. Juni 2023 von Präsident Mohamed Bazoum zu einem Abschiedsbesuch empfangen und erhielt aus den Händen des Außenministers das Kommandeurskreuz der Verdienstordens der Republik Niger. 2024 übernahm er kurzzeitig das Amt des Geschäftsträgers an der Deutschen Botschaft Ouagadougou.

## Ehrungen
- Kommandeur des Verdienstordens Nigers (2023)